# Renato Candida
Renato Candida (Lecce, 30 settembre 1916 – Torino, 11 ottobre 1988) è stato un carabiniere italiano.
A lui si è ispirato Leonardo Sciascia nel descrivere la figura del Capitano Bellodi, il protagonista de Il giorno della civetta.

## Biografia
Ufficiale di complemento del Regio esercito nel 1937, transita all'Arma dei Carabinieri Reali nel 1939, e con il grado di sottotenente fu inviato in Calabria. Durante la seconda guerra mondiale fu in servizio in Montenegro e fu promosso capitano per meriti di guerra. Nel febbraio del 1945, inizia la sua militanza nella Resistenza, come partigiano della Brigata Strona del Comando dell’Ossola.
Passato in SPE, fu inviato a Genova, ad Alessandria e a Biella.
Dal 1953 era in servizio a Torino, quando nell'ottobre 1955, con il grado di maggiore, Candida fu assegnato al comando del gruppo carabinieri di Agrigento.
Fu autore nell'autunno 1956 del saggio Questa mafia, uno dei primi a riconoscere la presenza reale dell'organizzazione mafiosa nel territorio dell'agrigentino.
Candida e Leonardo Sciascia si conoscono nell'estate di quell'anno. È lo stesso Sciascia a far pubblicare il saggio di Candida, a Caltanissetta, presso l'editore Salvatore Sciascia. Diventano amici e iniziano a frequentarsi; Sciascia dice di esser rimasto particolarmente colpito dallo schietto antifascismo di questo funzionario dello Stato.
Promosso tenente colonnello nell'aprile 1957, fu trasferito alla Scuola allievi carabinieri di Torino nel novembre 1957, dove assunse il comando di uno dei battaglioni allievi. Fu posto a disposizione nel 1965. Con il congedo arriva poi la nomina a generale di brigata.
Un mese esatto dopo la morte di Candida, Sciascia lo ricordò in un articolo apparso su La Stampa l'11 novembre 1988.

## Opere
- Questa mafia, Salvatore Sciascia editore, 1956, Caltanissetta
- Mafia insoluta, diario di un maggiore dei carabinieri, Centro culturale editoriale Pier Paolo Pasolini, 2000, Agrigento